# Доротея Португальська
Доротея Португальська (порт. Doroteia de Portugal повне ім'я Марія Франсишка Доротея Жозефа Антонія Гертрудес Рита Жуана Ефіженія де Браганса (порт. Maria Francisca Doroteia Josefa Antónia Gertrudes Rita Joana Efigénia de Bragança; 21 вересня 1739 — 14 грудня 1771) — португальська принцеса з дому Браганса, уроджена інфанта Португалії.

## Біографія
Доротея Португальська народилася в Лісабоні 21 вересня 1739 року четвертою дитиною і третьою донькою в сім'ї португальського короля Жозе I і Маріанни Вікторії, іспанської інфанти з дому Бурбонів. По батьківській лінії доводилась онукою португальського короля Жуана V і австрійської ерцгерцогині Марії Анни з Імперської гілки дому Габсбургів. По материнській лінії була онукою іспанського короля Філіпа V та Ізабелли, пармської принцеси з дому Фарнезе.
Деякий час інфанта Доротея була нареченою орлеанського герцога Людовіка Філіппа II, але з невідомих причин весілля не відбулося. Інфанта залишилася неодруженою. Позашлюбних зв'язків і дітей вона не мала. Доротея Португальська померла в Лісабоні 14 серпня 1771 року у віці 31 року. Вона похована в усипальниці будинку Браганса в монастирі Сан-Вісенте-де-Фора.